# 10041 Parkinson
10041 Parkinson eller 1985 HS1 är en asteroid i huvudbältet som upptäcktes den 24 april 1985 av det amerikanska astronom paret Eugene M. och Carolyn S. Shoemaker vid Palomar-observatoriet. Den är uppkallad efter amerikanen Bradford Parkinson.
Asteroiden har en diameter på ungefär 4 kilometer.